# Все говорят, что я люблю тебя
«Все говорят, что я люблю тебя» (англ. Everyone Says I Love You) — музыкальная романтическая комедия, снятая режиссёром Вуди Алленом в 1996 году.

## Сюжет
Семья Денбриджей готовится к скорой свадьбе романтически настроенной Скайлар (Дрю Бэрримор) и Холдена Спенса (Эдвард Нортон), довольно прагматичного юноши. Повествование ведётся от лица Джуны (Наташа Лионн), дочери матери семейства Денбридж (Голди Хоун) от первого брака, а вскоре появляется и её отец Джо Берлин (Вуди Аллен), сердце которого разбито очередной любовной неудачей. Впрочем, есть один выход — познакомиться с Вон Сиделл (Джулия Робертс), красивой женщиной, все подробности жизни которой известны, поскольку она регулярно посещает знакомого психоаналитика.

## В ролях
- Вуди Аллен — Джо Берлин
- Джулия Робертс — Вон Сиделл
- Голди Хоун — Стеффи Дэндридж
- Алан Алда — Боб Денбридж
- Наташа Лионн — Джуна Берлин
- Дрю Бэрримор — Скайлар Денбридж
- Эдвард Нортон — Холден Спенс
- Тим Рот — Чарльз Ферри
- Габи Хоффман — Лэйн Денбридж
- Натали Портман — Лора Денбридж
- Лукас Хаас — Скотт Денбридж
- Ицхак Перлман — камео

## Награды и номинации
- 1998 — номинация на премию «Сезар» за лучший иностранный фильм (Вуди Аллен)
- 1997 — номинация на премию «Золотой глобус» за лучший фильм — комедия или мюзикл
- 1997 — номинация на премию «Выбор критиков» за лучшую мужскую роль второго плана (Эдвард Нортон)
- 1997 — три номинации на премию «Спутник»: лучший фильм — комедия или мюзикл (Роберт Гринхат), лучшая мужская роль второго плана — комедия или мюзикл (Вуди Аллен), лучшая женская роль второго плана — комедия или мюзикл (Голди Хоун)
- 1997 — номинация на премию Европейской киноакадемии за лучший международный фильм (Screen International Award, Вуди Аллен)
- 1996 — премия Национального совета кинокритиков США за лучшую мужскую роль второго плана (Эдвард Нортон), а также попадание в десятку лучших фильмов года

## Интересные факты
Название фильма — то же, что и название песни из фильма «Лошадиные перья» (Horse Feathers, англ.), созданного при участии четырёх выдающихся американских комиков, братьев Маркс. Та же песня звучит и в фильме Вуди Аллена. Ещё один «поклон» великим артистам вставлен в фильм в виде музыкально-танцевального номера с элементами акробатики Vive La Captaine Spaulding, исполняемого по сюжету фильма в Париже (Captain Spaulding (англ.) — сценический и кинематографический персонаж Граучо Маркса).